# Iris graeberiana
Iris graeberiana är en irisväxtart som beskrevs av Joseph Robert Sealy. Iris graeberiana ingår i släktet irisar, och familjen irisväxter. Inga underarter finns listade i Catalogue of Life.